# 趙平郡
赵平郡，中国十六国南北朝时设置的郡。
后赵建武十年（344年），后赵分安定郡置赵平郡，治所在鹑觚县（今甘肃省泾川县东北），属雍州。辖境相当今甘肃省泾川、灵台等县交界地区。后赵灭亡，前秦一度废除。北魏恢复赵平郡，属泾州，治今灵台县的邵寨。下辖鹑觚县、东阴槃县。西魏大统年间移治今灵台县，下辖鹑觚县、宜禄县。北周废赵平郡，并入平凉郡。